# Жълтица
Жълтѝца (или в някои области златѝца) е събирателно име на златните монети, които са били в обращение по българските земи. 
Жълтици се наричали византийските златни монети номизми, сечени до края на 12 век.; перперите – през 12 – 14 век; дукатите – златни венециански монети, широко разпространени през Средновековието. 
Златни български монети за пръв път са сечени при цар Иван Асен II през 1230 г. в чест на битката при Клокотница. 
По време на Османската империя жълтиците са били наричани още и алтъ̀ни. В тази категория са влизали турските, руските и западноевропейските златни монети, например златните турски лири, наполеоните, минцовете.
По стара традиция жълтиците са били използвани както като платежно средство, така и като бижута – висящи украшения предимно на женски носии, но и на мъжки калпаци, но в това си качество като са били наричани пендари. 
От началото на 20 век за жълтици се споменава предимно в стари документи, в мемоарна литература, във фолклорните произведения и най-често в съновниците, като в различните тълкувания на сънищата жълтиците имат различно значение – положително или отрицателно, но рядко неутрално.
Някои от популярни упоменавания на жълтица в българската литература
- Друг път [чорбаджи Марко] поръчваше на другиго:
– Нà, татовата, иди ми отчети от панерчето с жълтиците двайсет рубета, та да ми ги дадеш, като се върна. – И излизаше.

— Иван Вазов, „Под игото“, част I, глава I – Гостът 
- – Давай, Радке, що си зела –
два пръстена позлатени, 
жълтиците с шиниците, 
имането с казаните, 
грошовете с кошовете!

— из народната песен „Петко Ради пръстен даде“, включена в „Нова песнопойка. Народни песни и стихотворения“, 1878